# 碧海街道
碧海街道，是中华人民共和国贵州省毕节市七星关区下辖的一个街道办事处。
2013年7月，毕节市人民政府批复七星关区部分行政区划调整，新设置的碧海街道辖海子街镇梅子沟、平桥、砂锅寨、前所、石榴口、龙滩、店子、蚂蝗、彭家寨、张家寨、马过河、尚家寨、胡家院、陈家院、柏杨林、丁家寨、沙地、西冲、邵关19个村。

## 行政区划
碧海街道下辖以下地区：
石榴口村、前所村、尚家寨村、彭家寨村、白杨林村、丁家寨村、张家寨村、平桥村、西冲村、梅子沟村、沙锅寨村、邵关村、沙地村、蚂蝗村、龙滩村、店子村、马过河村、陈家院村和胡家院村。